# Die Serpentintänzerin
Die Serpentintänzerin er en tysk stumfilm fra 1895 af Max Skladanowsky.